# Perilissus cingulatus
Perilissus cingulatus är en stekelart som beskrevs av Carl Gustav Alexander Brischke 1888. Perilissus cingulatus ingår i släktet Perilissus och familjen brokparasitsteklar. Inga underarter finns listade i Catalogue of Life.